# Souto de Rebordões

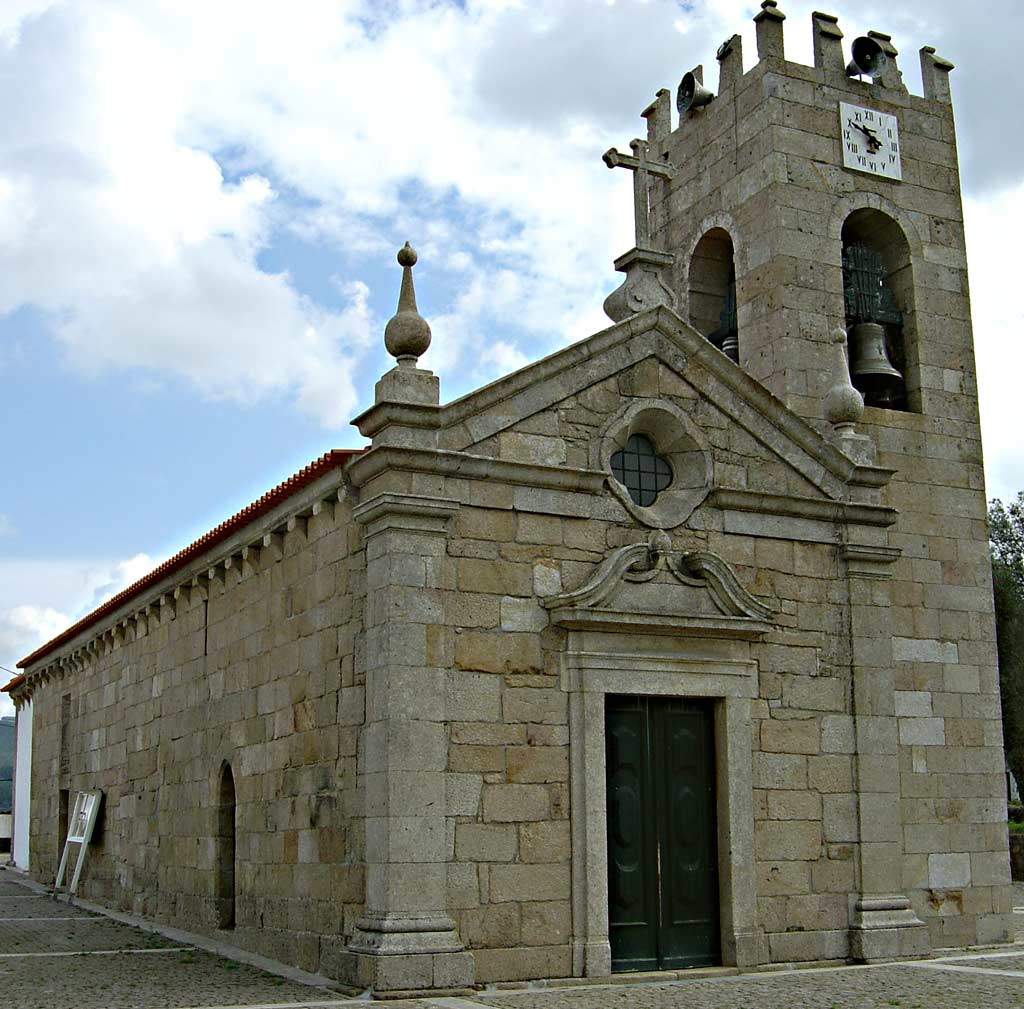
Kirche von Souto de Rebordões

Souto de Rebordões ist eine Gemeinde (Freguesia) im nordportugiesischen Kreis Ponte de Lima der Unterregion Minho-Lima.
 In ihr leben 1011 Einwohner (Stand 19. April 2021).